# Rouy-le-Petit
Rouy-le-Petit is een gemeente in het Franse departement Somme (regio Hauts-de-France) en telt 125 inwoners (1999). De plaats maakt deel uit van het arrondissement Péronne.

## Geografie
De oppervlakte van Rouy-le-Petit bedraagt 3,3 km², de bevolkingsdichtheid is 37,9 inwoners per km².
De onderstaande kaart toont de ligging van Rouy-le-Petit met de belangrijkste infrastructuur en aangrenzende gemeenten.

## Demografie
Onderstaande figuur toont het verloop van het inwonertal (bron: INSEE-tellingen).